# Pica de llavis negres
La pica de llavis negres (Ochotona curzoniae) és una espècie de pica de la família dels ocotònids que viu a l'Índia, el Nepal i la Xina. Des de principis del tercer quart del segle xx ha estat víctima d'allò que és probablement la campanya d'enverinament més extensa contra un mamífer no invasor, impulsada per la creença errònia que és una plaga.